# Homo gautengensis
Homo gautengensis is een uitgestorven mensensoort die in mei 2010 benoemd werd door Darren Curnoe. Volgens Curnoe leefde deze soort tussen de twee miljoen en achthonderdduizend jaar geleden wat haar een van de oudst bekende soorten uit het geslacht Homo zou maken en een van de langst levende. Volgens andere onderzoekers echter is de soort niet geldig en vertegenwoordigt de naam slechts niet bij elkaar horende fossielen van verschillende taxa.

## Vondst en naamgeving
Het holotype van de soort is de schedel Stw 53. Stw 53 werd op 9 augustus 1976 door Alun Hughes gevonden in het grottencomplex Sterkfontein bij Krugersdorp in Zuid-Afrika. In 1977 werd de vondst door Alun R. Hughes en Philip V. Tobias beschreven als een twee miljoen jaar oud exemplaar van een vroege Homo. Daarna werd het door sommigen aan Homo habilis toegewezen, door anderen echter, zoals Walter Ferguson, als een specimen van Australopithecus africanus gezien. Problematisch hierbij is dat de verschillende schedeldelen niet bij elkaar aansloten zodat de vorm gereconstrueerd moet worden, wat meer als een australopitheek of juist als een Homo kan uitkomen. In 1993 en 1996 suggereerde Frederick Grine dat het om een aparte soort van Homo zou kunnen gaan op basis van statistische analyses waarin de schedel een cluster vormde met sommige andere fossielen.

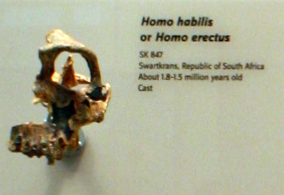
Schedel SK 847 is een van de paratypen maar wordt door sommige andere onderzoekers gezien als een mogelijk exemplaar van Homo erectus

In 2010 benoemde en beschreef Curnoe de soort Homo gautengensis, hoewel hij het holotype nog in 2006 na een geheel nieuwe reconstructie van de schedelvorm als een exemplaar van H. habilis had aangemerkt. De soortaanduiding verwijst naar Gauteng, de provincie waar de fossielen werden gevonden. De zaak werd door Curnoe nog aanzienlijk gecompliceerd doordat hij een hele reeks eerder bekende specimina, SE 255, SE 1508, Stw 19b/33, Stw 75–79, Stw 80, Stw 84, Stw 151, SK 15, SK 27, SK 45, SK 847, SKX 257/258, SKX 267/268, SKX 339, SKX 610, SKW 3114 en DNH 70, als paratypen aanwees. Deze fossielen, volledig bestaande uit schedelmateriaal, en afkomstig van Sterkfontein, Swartkrans en Dri(e)molen, verschillen sterk in ouderdom. In 2012 werd overigens gemeld dat de laag waaruit het holotype afkomstig is wel eens beduidend jonger geweest zou kunnen zijn dan twee miljoen jaar, wellicht slechts 1,4 miljoen.

## Beschrijving en fylogenie
De fossielen vertegenwoordigen individuen van een meter lang en ongeveer vijftien kilogram zwaar. In vergelijking met moderne mensen hadden ze een vooruitstekend gezicht, grotere tanden en kleinere hersenen. Het is mogelijk dat H. gautengensis desondanks een basale vorm van taal kende. Hoewel hij verwant is aan moderne mensen, was H. gautengensis, indien een geldig taxon, volgens Curnoe geen directe voorouder van de mens omdat de vorm van het gezicht dichter bij Australopithecus zou staan. In vergelijking met Homo habilis heeft de soort volgens Curnoe kleinere kiezen en kaken, wat dan zou kunnen betekenen dat ze een ander dieet hadden. De soort onderscheidt zich van het eerdere geslacht Australopithecus door haar smallere gezicht, kleinere kiezen en veel kleinere kaken en kaakspieren. Problematisch hierbij is dat kleine kiezen juist een meer afgeleide positie suggereren, dus dichter bij de moderne mens.

## Levenswijze
Vormen als H. gautengensis leefden waarschijnlijk vooral op de grond, maar brachten vast ook tijd door in bomen. Op de vindplaatsen waarvan het holotype en de paratypen afkomstig zijn, heeft men ook stenen werktuigen gevonden. Ze zouden mogelijk ook vuur hebben weten te gebruiken. Bij sommige fossielen waren ook tekenen zichtbaar van mogelijk kannibalisme. Ze aten echter ook plantaardig materiaal.

## Receptie
Sinds 2010 is H. gautengensis door weinig onderzoekers als geldig gezien en vaak veronachtzaamd. Meestal wordt aangenomen dat het gaat om een verzameling ongelijksoortig fossiel materiaal dat door toevallige overeenkomsten in tandgrootte op een hoop gegooid is.